# Хикин-Кенеди, Шивон
Шиво́н Хикин-Кенеди (англ. Siobhan Heekin-Canedy; укр. Хекен-Кенеді Шіван; род. 31 июля 1991 года в Беверли-Хиллз, Калифорния) — украинская фигуристка, выступающая в танцах на льду. С Александром Шакаловым она чемпионка Украины 2011 года, а с Дмитрием Дунём — чемпионка 2012 и 2013 годов.

## Карьера

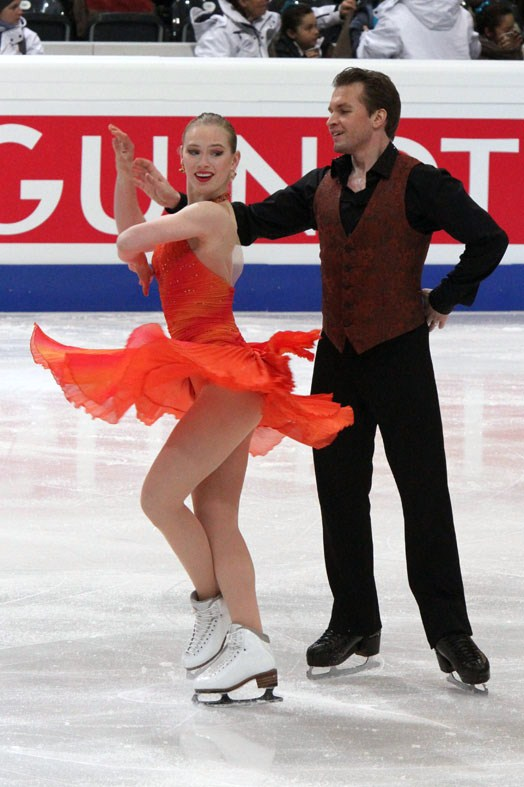
Хикин-Кенеди и А. Шакалов в 2011 году

Начала заниматься фигурным катанием в возрасте пяти лет в Стэмфорде (Коннектикут), где проживала со своей семьёй. До семи лет занималась одиночным катанием. Потом стала пробовать себя в танцах, но серьёзно кататься в паре начала только в четырнадцать. Тогда же перешла к Наталье Дубовой, которая тренировала танцоров на том же катке. У неё было два партнёра, с которыми она выступала на внутренних соревнованиях, однако без заметных успехов.
В 2007 году встала в пару с Дмитрием Зызаком и уже с ним начала представлять Украину на международных юниорских соревнованиях. В середине сезона 2009—2010 Дмитрий Зызак решил вернуться на Украину, после чего пара распалась.
Чтобы не терять сезон, Шивон встала в пару с другим украинским фигуристом (ранее, с 2003 по 2007 год, представлявшим Узбекистан) и тренировавшимся на том же льду, — Александром Шакаловым. На чемпионате Украины 2010, через несколько месяцев, они заняли четвёртое место.
В следующем сезоне они участвовали в нескольких турнирах категории «В», а затем выиграли чемпионат Украины 2011 года. На дебютном для себя европейском первенстве были 11-ми, а на чемпионате мира 15-ми. По окончании сезона Александр завершил карьеру, а Шивон встала в пару с другим украинским фигуристом Дмитрием Дунём.

## Спортивные достижения
(с Д. Дунём)
| Соревнования/Сезон        | 2011—2012 | 2012—2013 | 2013—2014 |
| ------------------------- | --------- | --------- | --------- |
| Чемпионаты мира           | 15        | 14        |           |
| Чемпионаты Европы         | 15        | 12        |           |
| Чемпионаты Украины        | 1         |           | 1         |
| Nebelhorn Trophy          |           | 6         |           |
| Зимние Универсиады        |           |           | 9         |
| Золотой конёк Загреба     |           | 3         |           |
| Международный кубок Ниццы | 7         |           |           |
| Icechallenge              | 3         |           |           |

(с А. Шакаловым)
| Соревнования/Сезон        | 2009—2010 | 2010—2011 |
| ------------------------- | --------- | --------- |
| Чемпионаты мира           |           | 15        |
| Чемпионаты Европы         |           | 11        |
| Чемпионаты Украины        | 4         | 1         |
| Nebelhorn Trophy          |           | 10        |
| Finlandia Trophy          |           | 6         |
| Международный кубок Ниццы |           | 4         |
| Mont Blanc Trophy         | 5         | 4         |
| Int. Trophy of Lyon       |           | 3         |

(с Д. Зызаком)
| Соревнования/Сезон                  | 2008—2009 | 2009—2010 |
| ----------------------------------- | --------- | --------- |
| NRW Trophy                          | 3         |           |
| Этапы юниорского Гран-при, Германия |           | 12        |
| Этапы юниорского Гран-при, Мексика  | 6         |           |
| Этапы юниорского Гран-при, Чехия    | 9         |           |